# Excedente de aprovechamiento
Se trata de un concepto urbanístico usado para concretar el derecho de los afectados por una actuación urbanística.
Excedente de aprovechamiento es la diferencia positiva que resulta al restar del aprovechamiento objetivo de un terreno el aprovechamiento subjetivo que corresponde a la propiedad del mismo.  (Concepto según Art. 34 Ley Urbanística Valenciana, 2005)( Anteriormente Art. 60 Ley Reguladora de la Actividad Urbanística,1994).
- Datos: Q5853027